# 朗皮河
朗皮河（法語：Lampy，法語發音：[lɑ̃pi]）是法国奧克西塔尼大區塔恩省与奥德省的河流，是弗雷斯凯勒河的左支流，长29.3千米，发源自阿尔丰，于阿尔佐讷流入弗雷斯凯勒河。